# Grupo de Oficiales Unidos
Die Grupo de Oficiales Unidos oder GOU (dt. Gruppe der vereinten Offiziere) war eine extrem nationalistische inoffizielle Gruppierung von Obristen des argentinischen Heeres, der u. a. Juan Perón angehörte. Sie gründete sich 1943 zum Zwecke des Sturzes der oligarchischen Regierung Ramón Castillos und prägte die Diktatur des Landes bis 1946. Sie stellte die Präsidenten Pedro Pablo Ramírez (1943–44) und Edelmiro Julián Farrell (1944–46). Außenpolitisch stand sie den Achsenmächten nahe.

## Abkommen über wechselseitige Zusammenarbeit mit dem SD
Im Mai 1943 schlossen GOU-Militärs mit dem Chef des SD-Ausland Walter Schellenberg ein Abkommen über wechselseitige Zusammenarbeit. Das Abkommen garantierte die Immunität der Nazi-Agenten vor strafrechtlicher Verfolgung und bot ihnen eine Tarnidentität als Mitglieder des argentinischen Geheimdienstes an. Ferner konnten sie das argentinische Diplomatengepäck für den Transport von Informationen zwischen Berlin und Buenos Aires nutzen. Über die Agenten Hans Harnisch und Osmar Hellmuth bemühte sich die GOU – in Gesprächen zwischen den Agenten und Oberst Enrique P. González sowie dem Präsidenten Ramírez – um deutsche Waffen für einen Krieg mit Brasilien.